# UIML
UIML, qui signifie User Interface Markup Language est un dérivé d'XML permettant de décrire des interfaces graphiques. Habituellement, les gens se tournent vers XML pour décrire des documents ou des données, mais s'agit juste d'un formalisme qui peut être employé pour n'importe quel type de données structurées. Il existe des outils permettant de convertir une représentation d'UIML en représentation pour divers toolkits (par exemple Java awt).
L'objectif est de créer, à partir d'XML, un langage commun de description d'interface utilisateur, ouvert et libre d'utilisation. Le but est de permettre le développement d'outils de création d'interfaces utilisateur qui soient indépendants des plateformes, qu'il s'agisse des plateformes actuelles ou futures.
Initié en 1997, le projet UIML vise à définir un métalangage canonique qui peut décrire n'importe quelle interface utilisateur, sans être tributaire du type d'unité ou d'interface graphique utilisée. UIML peut décrire les interfaces utilisateur qui sont aujourd'hui populaires - interface de bureau, interface web, interface mobile, système embarqué, ou encore applications « voix ». UIML peut également décrire les interfaces utilisateur pour les applications développées à la demande ou les applications à venir. Pour les développeurs qui intègrent les développements de tiers, UIML décrit la couche de présentation.
UIML fait l'objet d'une normalisation par l'OASIS depuis 2009 environ ; dès‑lors, l’ancien site UIML.org qui a transféré la responsabilité de la maintenance du standard à OASIS, n’existe plus.
XUL, XAML, MXML fournissent des fonctionnalités semblables à UIML, mais ne sont pas des standards. Cependant, un autre standard, XForms, couvre partiellement les mêmes fonctionnalités.
UsiXML, un standard parallèle de IUML, vise la même finalité.